# Gesägtes Halsmoos
Das Gesägte Halsmoos (Tayloria serrata) ist eine Laubmoos-Art aus der Familie Splachnaceae.

## Merkmale
Tayloria serrata wächst in gelblich-grünen Rasen, mit spatelförmigen Blättchen, die am oberen Rand leicht gesägt sind und deren Blattrippe bis in die Blattspitze reicht. Die sterilen Pflanzen erinnern habituell etwas an Funaria hygrometrica. Die Art ist sicher an den rhizoidenbürtigen, keulenförmigen Brutkörpern erkennbar. Die oft reichlich vorhandenen Sporogone sind dank der gelbroten Seta im Gelände auffällig und leicht zu erkennen. Die Sporenkapsel hat eine längliche Apophyse (Kapselhals), die Theka (Teil der Sporenkapsel, der die Sporen enthält) ist urnenförmig und die Kolumella (zentrale Säule in der Sporenkapsel) überragt nach dem Ablösen des Deckels die Kapselmündung nicht.

## Standortansprüche
Die Art siedelt bevorzugt auf altem, zersetztem Dung, auf Tierleichen und nitrifiziertem (uringetränktem) Humus über kalkhaltigem Untergrund. Tayloria serrata ist in den Alpen weit verbreitet und dort der häufigste Vertreter der Familie der Splachnaceae. Außerhalb der Alpen ist sie extrem selten und nur aus einigen höheren Mittelgebirgslagen sicher nachgewiesen.